# ドノスティアルデア

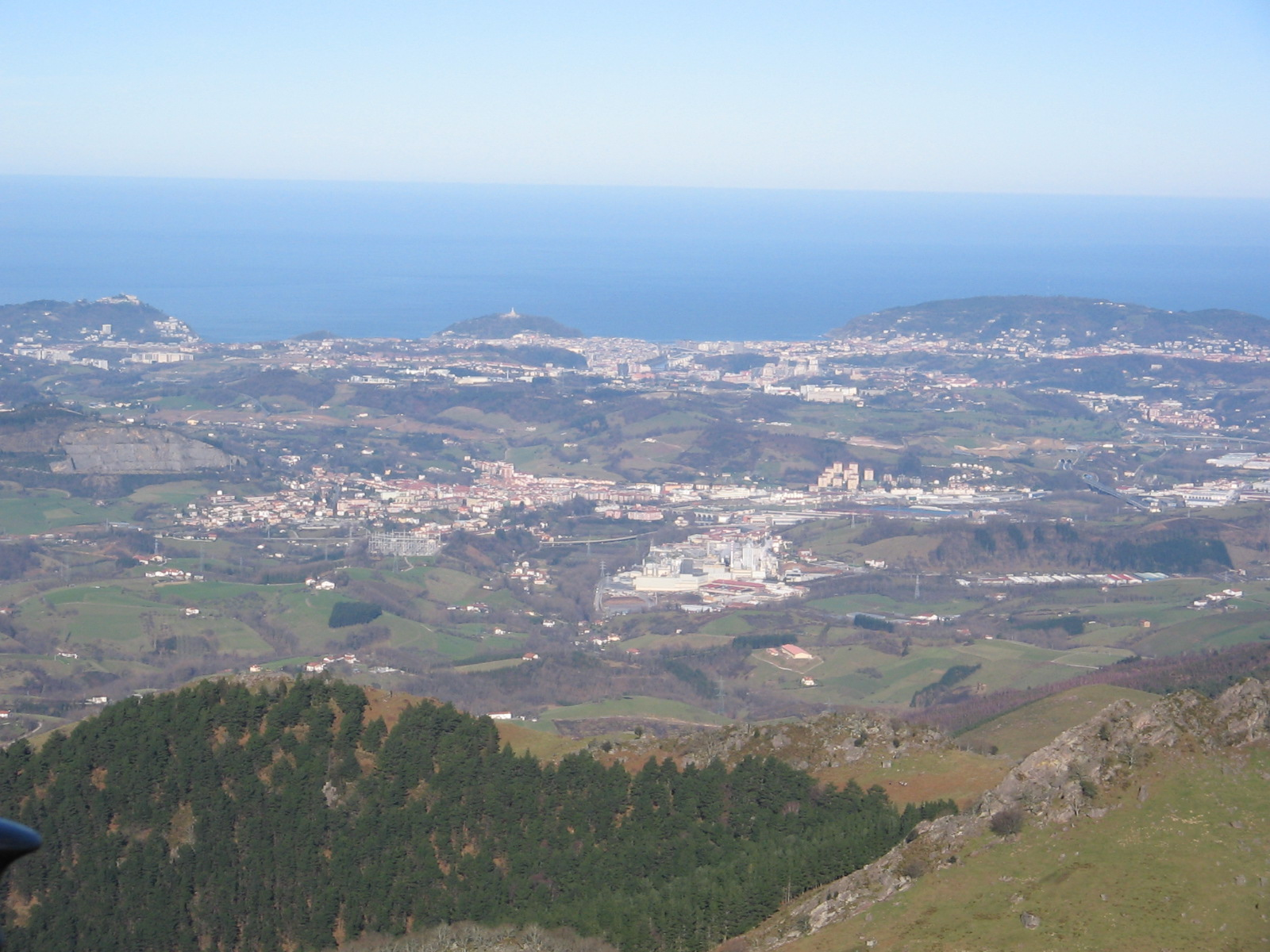
ドノスティアルデアの空撮写真

ドノスティアルデア(バスク語: Donostialdea)またはコマルカ・デ・サン・セバスティアン(スペイン語: Comarca de San Sebastián)は、スペイン・バスク州ギプスコア県北東部にあるコマルカ（県と基礎自治体の中間の行政単位 : 郡）のひとつである。ギプスコア県の県都サン・セバスティアンを中心とし、11の基礎自治体で構成される。
総面積は305.72km2、2011年の総人口は326,380人であり、人口の半数以上がサン・セバスティアンに住む。バスク山脈からビスケー湾に注ぐウルメア川とオリア川の下流域に相当する。コマルカの名称はサン・セバスティアンのバスク語名ドノスティアに由来する。さらなる下位区分にはオアルソアルデア（東部）、レイツァルデアまたはノルテ・デ・アララール（南部）、ウローラ・コスタ（西部）がある。

## 構成自治体

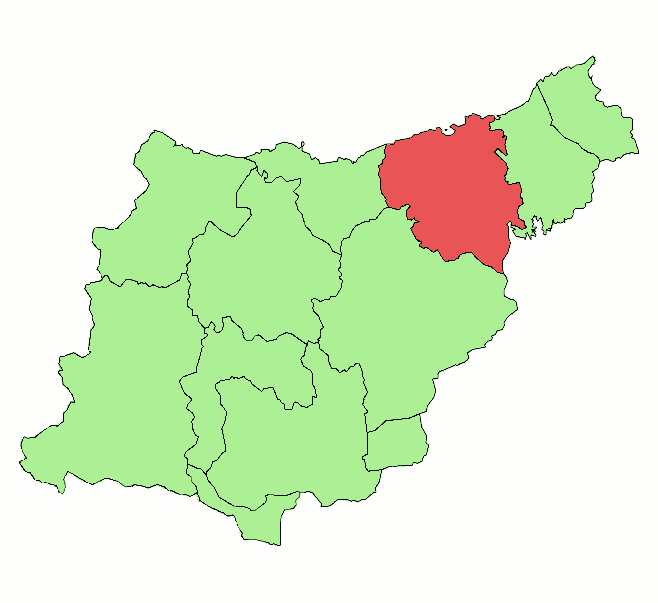
ギプスコア県におけるドノスティアルデアの位置

| #    | 基礎自治体           | 2010年人口 （人） | コマルカ内 人口比率 | 面積 (km2) |
| ---- | -------------------- | ----------------- | ------------------- | ---------- |
| 1    | サン・セバスティアン | 185,510           | 57.0%               | 60.89      |
| 2    | エレンテリア         | 39,010            | 12.0%               | 32.26      |
| 3    | エルナニ             | 19,317            | 5.9%                | 39.82      |
| 4    | ラサルテ＝オリア     | 17,863            | 5.5%                | 6.01       |
| 5    | パサイア             | 15,988            | 4.9%                | 11.34      |
| 6    | アンドアイン         | 14,670            | 4.5%                | 27.17      |
| 7    | オイアルツン         | 9,957             | 3.1%                | 59.71      |
| 8    | ウルニエタ           | 6,166             | 1.9%                | 22.4       |
| 9    | レソ                 | 6,034             | 1.9%                | 8.59       |
| 10   | ウルスビル           | 6,006             | 1.8%                | 25.64      |
| 11   | アスティガラガ       | 4,714             | 1.4%                | 11.89      |
| 合計 | 合計                 | 325,235           | 100%                | 305.72     |